# Uto-aztekische Sprachen

Uto-aztekische Sprachen im Präkolumbianischen Nordamerika.

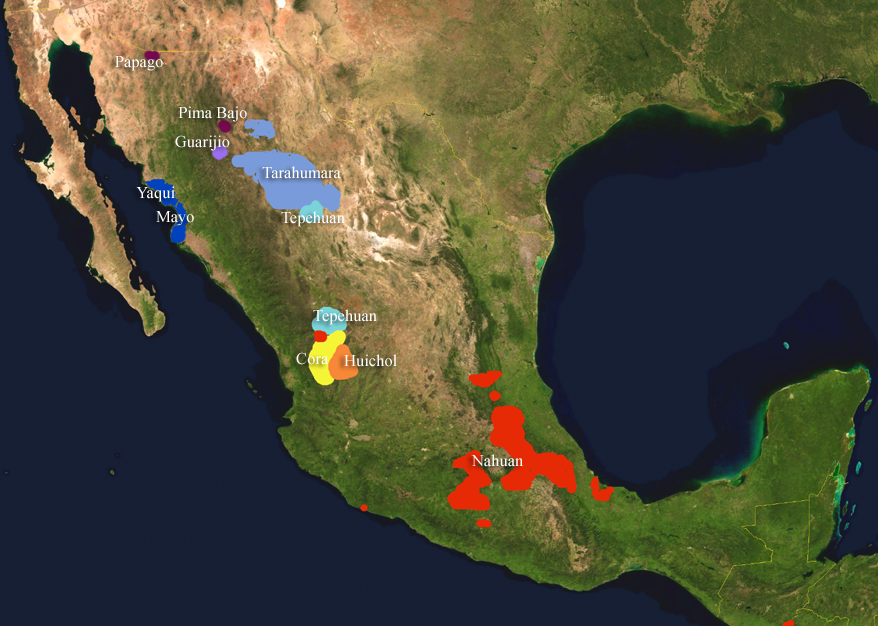
Uto-aztekisch sprechende Gemeinschaften in Mexiko.

Die uto-aztekischen Sprachen (bzw. seltener Uto-Nahuatl) bilden eine nord- und mittelamerikanische Sprachfamilie, die mit ungefähr 1,8 Millionen Sprechern zu den größten sowie auch zu den ältesten Sprachfamilien der amerikanischen Ureinwohner zählt. Ihre Sprachlandschaft umfasst Gebiete vom Westen der Vereinigten Staaten und Texas im Norden und zieht sich über Mexiko bis nach Panama im Süden.
Der Name der Sprachfamilie als Uto-Aztekisch bzw. Uto-Nahuatl verweist auf die große geographische Verbreitung in Nordamerika als auch in Mittelamerika, da sie sowohl die Sprache der Ute von Utah und Colorado als auch die Nahuan- oder Nahuatl-Sprachen (auch: Aztekisch genannt) der Nahua-Ethnien des Aztekischen Dreibunds von Mexiko umfasst. Die nördlichste uto-aztekische Sprache ist das Shoshoni, das bis zum Lemhi River in Idaho gesprochen wird, während die südlichste das Nawat (Pipil) der Pipil von El Salvador ist. Sprecher der Nahuatl-Sprachen machen fast vier Fünftel der Gesamtzahl der Sprecher aller uto-aztekischen Sprachen davon aus.

## Einige Sprachen und ihre Verbreitung
Zu den nördlichen uto-aztekischen Sprachen gehört der nördlichste Zweig der Sprachfamilie, die Numic-Sprachen, mit den Sprachen der Ute, Shoshone, Comanchen und Paiute. Hier decken sich die Ethnonyme (Bezeichnungen der Ethnien) nicht immer mit den Einzelsprachen. So ist die traditionelle Sprache der nördlichen Paiute ein Shoshoni-Dialekt, während die südlichen Paiute einen Colorado-Dialekt sprechen. Einen eigenen Zweig bildet die Hopi-Sprache, die von den uto-aztekischen Sprachen der USA die meisten Sprecher hat. Kaum mehr gesprochen wird Cahuilla und Luiseño, die von Ethnien in Kalifornien verwendet wurden.
Die südlichen uto-aztekischen Sprachen umfassen unter anderem die in Arizona und New Mexico sowie in angrenzenden Gebieten von Mexiko beheimateten Pima-Pagago und Tepehuan-Sprachen. Im nördlichen Mexiko sind vor allem die Sprachen der Yaqui, Mayo und Raramuri (Tarahumara) zu erwähnen. Die meisten Sprecher hat mit etwa 1,6 Millionen Menschen das Nahuatl, dessen zentraler Zweig auch von den Azteken gesprochen wurde.

## Wortgleichungen
|            | PROTO-UA | Hopi  | Nahuatl    | Huichol | Comanche  | Papago  | Pima   | Yaqui  | Mayo   | Raramuri | Warijío   |
| ---------- | -------- | ----- | ---------- | ------- | --------- | ------- | ------ | ------ | ------ | -------- | --------- |
| 'Auge'     | *pusi    | pūsi  | iš-        | hixie   | pui       | hehewo  | vuhi   | pūsim  | pūsi   | busí     | pusi      |
| 'Ohr'      | *naka    | naqvi | nakas-     | naka    | naki      | nahk    | naka   | nakam  | naka   | nalá     | nahka-    |
| 'Nase'     | *yaka    | yaqa  | yaka-      |         |           | thahk   | daka   | yeka   | yeka   | aká      | yahka-    |
| 'Mund'     | *tini    | moʔa  | tēn-       | teni    | tīpe      | chini   | teni   | tēni   | tēni   | riní     |           |
| 'Zahn'     | *tami    | tama  | tlam-      | tame    | tāma      | tahtami | tatami | tamim  | tami   | ramé     | tame-     |
| 'Laus'     | *ʔati    |       | atem-      | ʔate    |           |         | aʔati  | ete    | ete    |          | ehte      |
| 'Fisch'    | *mutsi   |       | mich-      |         |           |         |        |        |        | musí     |           |
| 'Vogel'    | *tsūtu   | tsiro | tōtol-     |         | tosapiti' |         |        |        |        | churugí  | chuʔruki  |
| 'Mond'     | *mītsa   | mūyau | mēts-      | metsa   | mïa       | mashath | masadi | mēcha  | mēcha  | micha    | mecha     |
| 'Wasser'   | *pāʔ     | pāhu  | ā-         | ha      | pā        | waʔig   |        | bāʔam  | vāʔa   | bāʔwí    | paʔwi     |
| 'Feuer'    | *tahi    |       | tle-       | tai     |           |         | taʔi   | taji   | tahi   |          | naʔi      |
| 'Asche'    | *nasi    |       | neš-       | naxi    |           |         | mahta  | naposa | naposa | napisó   | nahpiso   |
| 'Name'     | *tekwa   |       | tōka-      |         |           |         | te'ega | team   | tewa   | riwá     | tewa      |
| 'schlafen' | *kotsi   |       | kochi-     | kutsi   |           | kohsig  | kosia  | koche  | kōche  | kochí    | kochi     |
| 'kennen'   | *māti    |       | mati       |         |           |         | mātia  |        |        | machí    | machi     |
| 'sehen'    | *pita    |       | itta       |         |           |         |        | bicha  | bicha  |          |           |
| 'sehen'    | *tiwa    | tiwa  |            |         |           |         | mātia  |        |        | ritiwá   | tewa      |
| 'geben'    | *maka    | maqa  | maka       |         |           |         | makia  | maka   | māka   |          |           |
| 'brennen'  | *taha    |       | tlala      | tai-    |           |         |        | taya   | taya   | rajá     | taha-     |
| 'ich'      | *naʔa    | niʔ   | ni-/no-/na | ne      | ni        | ni      | āni/in | inepo  | inapo  | nijé     | nē-/ noʔo |
| 'du'       |          | ʔim   | mo-        |         | en        |         | am     | empo   | empo   | mujé     | amo/ mū   |
| 'wer'      | *ʔakw    | hak   | ak-        |         | hakari    | hedai   | heri   | jabē   | have   |          | ābu       |
| 'eins'     | *sɨm-    | sūkya | sem        | xewi    | sïmï      | hemako  | hemak  |        | sēun   |          |           |
| 'zwei'     | *wō-     | lōyom | ōme        | huta    | waha      | gohk    | goka   | gōi    | wōyi   | okuá     | woka      |
| 'drei'     | *pahayu  | pāyom | ēyi        | haika   | pahi      | waik    |        |        | baih   | bikiyá   |           |

## Klassifikation
Die Urheimat der uto-aztekischen Sprachen wird allgemein im Südwesten der Vereinigten Staaten oder möglicherweise im Nordwesten Mexikos vermutet. Eine alternative Theorie hat die Möglichkeit vorgeschlagen, dass die Sprachfamilie aus Südmexiko, innerhalb des mesoamerikanischen Sprachraums, stammt, aber dies wurde im Allgemeinen nicht als überzeugend angesehen.
Die Uto-aztekische Sprachen werden allgemein geographisch in die „Nördlichen Uto-aztekischen Sprachen“ und in die „Südlichen Uto-aztekischen Sprachen“ unterteilt.
Die interne Klassifikation der Sprachfamilie unterteilt sie oft in zwei Zweige: einen „Nördlichen Zweig“ bzw. „Nördliche Uto-aztekische Sprachen“ mit allen Sprachen in den USA, und einen „Südlichen Zweig“ bzw. „Südliche Uto-aztekische Sprachen“ mit allen Sprachen im Südwesten der USA und in Mittelamerika; es ist bis heute jedoch umstritten, ob diese Unterteilungen als genetische Klassifikation oder als geographische zu verstehen ist. Innerhalb dieser geographischen Unterteilung werden folgende Hauptzweige/Hauptsprachen allgemein akzeptiert: Numic-Sprachen (inklusive Sprachen wie das „Shoshoni“ oder das Dialektkontinuum des „Colorado River Numic/Ute-Southern Paiute“) und die in Kalifornien beheimateten Sprachen (früher bekannt als „Takik-Sprachen“ – inklusive Cahuilla and Luiseño). Hopi und Tübatulabal werden als Isolierte Sprachen innerhalb der „Nördlichen Uto-aztekischen Sprachen“ betrachtet.
Innerhalb der „Südlichen Uto-aztekische Sprachen“ sind die Pima (Pimic) oder Tepiman-Sprachen (inklusive des „O'Odham (Pima-Papago)“ und „Tepehuán“), die Tarahumara-Guarijío bzw. Tarahumara-Sprachen (inklusive des „Tarahumara“ und „Huarijio/Guarijío“), die Cahita-Sprachen (einschließlich Yaqui und Mayo), die Corachol-Sprachen (einschließlich Cora und Huichol) und die Nahuan-Sprachen unterteilt.

### Nördlicher Zweig (USA)
- Hopi in Arizona
- Numic-Sprachen
  - zentrale Gruppe
    - Shoshone
    - Comanche
    - Timbisha (auch Panamint)

  - südliche Gruppe
    - Ute
    - südliches Paiute
    - Kawaiisu

  - westliche Gruppe
    - Mono
    - nördliches Paiute
- Takic-Sprachen
  - Cupan
    - Cahuilla-Cupeno
      - Cahuilla
      - Cupeno

    - Luiseño

  - Serran †
- Tubatulabal

### Südlicher Zweig (Mexiko)
- Pima (Pimic) oder Tepiman-Sprachen
  - O'odham (Pima, Papago)
  - Pima Bajo
  - Tepehuan
  - Tepecano †
- Taracahitic
  - Tarahumara-Gruppe
    - Guarijío
    - Tarahumara

  - Tubar †
  - Sonoran
    - Opata (Ópata, Eudeve, Heve) †

  - Cáhita
    - Mayo
    - Yaqui
- Nahuatl-Sprachen
  - Pochuteco (Pochutla) †
  - Aztekisch
    - Nahuatl
      - Zentral-Nahuatl
      - Klassisches Nahuatl
      - Peripheres Nahuatl
        - West-Nahuatl
          - Westküsten-Nahuatl
          - Durango/Nayarit-Nahuatl

        - Ost-Nahuatl
          - Isthmus-Mecayapan-Nahuatl
          - Nawat (Pipil)

        - Huasteca-Nahuatl
- Corachol (Coran)
  - Huichol
  - Cora

## Kennzeichen der uto-aztekischen Sprachen
Die Verben stehen meist am Ende der Sätze. In der Sprachfamilie sind einfache Phonemsysteme bestimmend.